# Xanthogranulomatöse Pyelonephritis
Die Xanthogranulomatöse Pyelonephritis ist eine seltene Form einer chronischen Pyelonephritis mit Bildung von gelblichen Granulomen und Abszessen mit ausgeprägter Parenchymzerstörung der Niere. Die Bezeichnung kommt von altgriechisch ξανθός xanthós, deutsch ‚gelb‘.
Synonyme sind: XP; XPN; Xantho-PN; XGP
Die Erstbeschreibung als „Xanthogranuloma“ stammt aus dem Jahre 1916 durch den Österreichischen Pathologen Friedrich Schlagenhaufer, die Bezeichnung wurde von S. Osterlind im Jahre 1944 geprägt.

## Verbreitung
Die Erkrankung macht weniger als 1 % der chronischen Pyelonephritiden aus. Die Häufigkeit wird mit 1,4 zu 100.000 angegeben, das weibliche Geschlecht ist im Verhältnis 2-4:1 häufiger betroffen. Die Erkrankung kann in jeder Altersgruppe auftreten, gehäuft im mittleren bis höheren Lebensalter, bei Kindern gehäuft vor dem 8. Lebensjahr und dann beim männlichen Geschlecht häufiger. Patienten mit Diabetes mellitus tragen ein höheres Erkrankungsrisiko.
Eine XPN wird bei etwa 20 % der Gewebeuntersuchungen von operierten Nieren mit Pyelonephritis gefunden, bei Nephrektomiepräparaten kindlicher Patienten bei etwa 16 %.

## Ursache
Prädisponierende Faktoren sind Abflussbehinderung und Harnwegsinfekt. In 40–80 % liegen Nierensteine vor, seltener tumorbedingte Stenose, Fehlbildungen. Die häufigsten Keime sind Proteus mirabilis (57 %), Escherichia coli (47 %), Klebsiellen (41 %).

## Klinische Erscheinungen
Klinische Kriterien sind:
- meist einseitig vergrößerte Niere
- Flankenschmerz in 70 %
- Fieber und Schüttelfrost in 70 %
- tastbare Raumforderung
- fortbestehende Bakteriurie

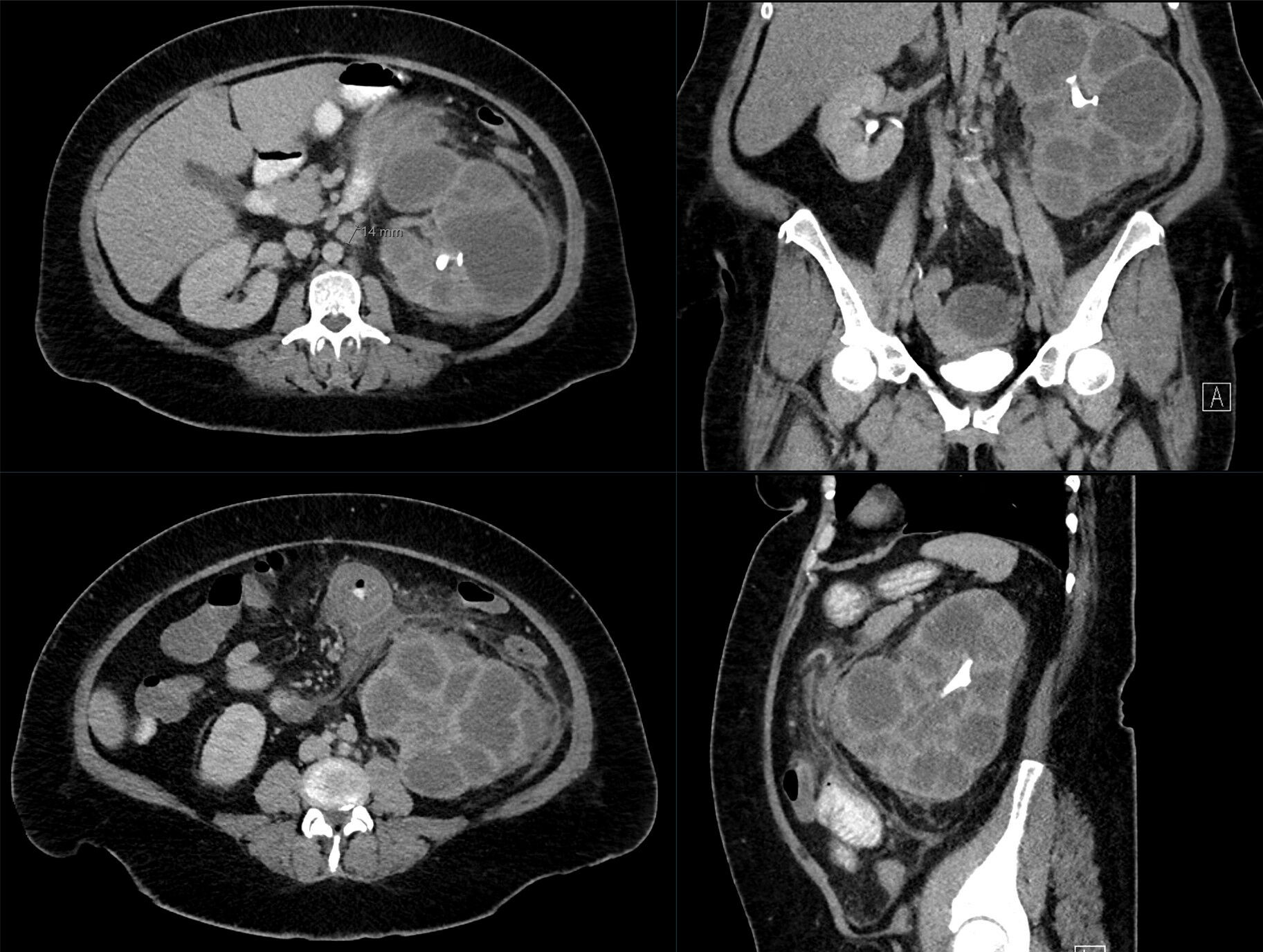
Typisches Bild einer Xanthogranulomatösen Pyelonephritis links in der Computertomographie mit Ausgussstein und deutlicher Mitreaktion einer angrenzenden Dünndarmschlinge (Bild links unten).

- Allgemeines Krankheitsgefühl und Gewichtsverlust

Assoziiert sein können Diabetes mellitus, Fettstoffwechselstörungen, Lymph- abflussstörungen, Immunschwäche und Störungen der Leukozytenfunktion.

## Klassifikation
Neben der diffusen Form (90 %) gibt es noch eine fokale, tumorartige Form der Erkrankung.
Für die Stadieneinteilung der Erkrankung existieren zwei Klassifikationen, einmal aus dem Jahre 1972 von R. Malek und Mitarbeitern
- Stadium I: auf die Niere begrenzt
- Stadium II: Ausdehnung perirenal innerhalb der Gerota-Faszie
- Stadium III: Ausdehnung über die Faszie hinaus in pararenalen und retroperitonäalen Raum

In Deutschland ist die „Erlanger Klassifikation“ gebräuchlich.
- Grad 1:nur ein Nierenpol betroffen, Behandlung durch Polresektion
- Grad 2: gesamte Niere verändert, Nephrektomie erforderlich
- Grad 3: Nierenkapsel durchbrochen, nicht die Gerota'sche Faszie, radikale Nephrektomie notwendig
- Grad 4: Ausdehnung über die Faszie, radikale Nephrektomie
- Grad 5: Ausdehnung in die Thoraxhöhle und/oder das Abdomen mit Beteiligung von Lunge, Milz, Darm, nur Teilresektion oder subkapsuläre Nephrektomie möglich

## Diagnostik
Die Diagnosestellung kann recht schwierig sein, Hauptdifferentialdiagnose ist das Nierenkarzinom. Nicht selten wird die Diagnose erst in der Gewebsuntersuchung gestellt.
Im Urinsediment Leukozyturie, Bakteriurie und manchmal Xanthomzellen, im Blutserum Leukozytose, erhöhte BSG und erhöhtes CRP.
Teilweise oder komplett tumorartig vergrößerte Niere bei erhaltenem anatomischem Aufbau mit unregelmäßig erhöhter Echogenität im Nierenultraschall, im AUR fehlende oder stark verminderte Ausscheidung. Nierensteine können vorliegen.
Die präoperative Abklärung umfasst Computertomografie und/oder Magnetresonanztomographie, letztere bei Kindern und bestehender Niereninsuffizienz.

## Differentialdiagnostik
Abzugrenzen sind:
bei weitgehend komplett betroffener Niere
- Nierentuberkulose

bei fokal betroffener Niere
- Nierentuberkulose
- Nierenkarzinom
- Urothelkarzinom
- renale Malakoplakie
- Nierenabszess
- Angiomyolipom
- extrapulmonale Sarkoidose
- Aktinomykose
- Renal replacement lipomatosis[11]
- Perinephric myxoid pseudotumor of fat[12]

## Therapie
Die Behandlung besteht zumeist in der (partiellen) Nephrektomie mit perioperativer Antibiotikagabe.